# Orla Barry (athlétisme)
Pour les articles homonymes, voir Barry et Orla (homonymie).
Orla Barry (née le 21 septembre 1989) est une lanceuse de disque irlandaise.

## Biographie
Orla Barry est née à Ladysbridge, dans le comté de Cork, en république d'Irlande et concourt dans la catégorie F57.

## Récompenses et distinctions
Orla Barry a remporté deux médailles paralympiques et est trois fois championne d'Europe (2012, 2016 et 2018) dans cette épreuve. Le 13 janvier 2020, Barry a annoncé sa retraite des sports paralympiques.